# Louis Choquette
 (avril 2013).
Pour les articles homonymes, voir Choquette.
Louis Choquette est un réalisateur québécois.

## Filmographie

### Série télévisée
- 1999 : Deux frères
- 2002 : Rumeurs
- 2003 : Les Aventures tumultueuses de Jack Carter
- 2004 : Temps dur
- 2005 : Cover Girl
- 2006 : Mafiosa, le clan
- 2009 : Le Gentleman
- 2010 : Mirador
- 2019 : Philharmonia
- 2020 : Mirage

### Cinéma
- 2001 : Delirium
- 2002 : Secret de banlieue
- 2008 : La Ligne brisée

### Téléfilm
- 2010 : Un mari de trop